# アーヴル＝サン＝ピエール
アーヴル＝サン＝ピエール （Havre-Saint-Pierre）は、カナダ、ケベック州、コート・ノール地域の地方自治体。

## 地理
セント・ローレンス湾の北岸にあり、沖合にはマンガン諸島が浮かぶ。マンガン諸島を挟んで、アンティコスティ島がある。モントリオールから1000km、ケベック・シティーから850km、セティルから225km離れている。アーヴル＝サン＝ピエールへは、陸路、海路、空路でアクセス可能である。

## 歴史
ジョージア州サバンナへ追放されていたマドレーヌ諸島出身のアカディア人集団は、1857年にコート・ノール地域のポワント・オー・エスキモーに移住した。その場所は陸路でセティルの東200km、ケベックシティーの北東870kmのところだった。こうしてアーヴル＝サン＝ピエールは生まれた。
最初、1872年にサン・ピエール・ド・ラ・ポワント・オー・エスキモー教区の名で正式にたてられたが、この地は翌年に自治体となった。かつてイヌイットの集団がこの地に定住していたため、ポワント・オー・エスキモーの名で呼ばれていた。1927年、元の名称の聖人伝的な部分を残しながら、場所を特徴づける港（havre）を強調したいと考え、地名はアーヴル＝サン＝ピエールに変更された。さらに、エスキモー・ポワントの名で1872年に開設された郵便局の名称は、1924年にアーヴル＝サン＝ピエールとなった。
アーヴル＝サン＝ピエールは、アンティコスティ島に面したいくつかの細長い島々で形成された小さな港を指している。聖ピエールの要素は、1857年6月29日、シャルル・アルノー神父が漁師の守護聖人である聖ピエールの聖名祝日に初めてミサを挙げたことを想起させる。
アーヴル＝サン＝ピエールは、べ・コモーが創設される1936年までは、コート・ノール最大の集約地とみなされ、マンガニー郡最大の自治体として郡庁が置かれ政府および地方行政の多くの部門が置かれていた。
プラシッド・ヴィニョーの日誌によれば、移住者たちは生活の再建に適した場所を見つけるため東から西へ海岸線を探索していた。彼らは最初マンガン（現在は先住民保護区）で家畜を飼ったが、ハドソン湾会社の交易所の設置には敵対的だった。人々はモンタニェ地域の宣教師であったシャルル・アルノー神父の支持を得て、最終的にポワント・オー・エスキモーに定住し、越冬用の住宅を建設した。

## 経済
20世紀半ば、町の北45kmでチタンが発掘されたとき、新しい産業が生まれた。この産業はかなりの発展を遂げ、チタン採掘はアーヴル＝サン＝ピエールの主幹産業となっている。村の住民たちは、月面探査機アポロ11号の脚は地元のチタンでつくられているとまで言う。
観光は重要な経済活動であり、いくつかの会社がマンガン諸島においてガイド付きツアーを展開している。アーヴル＝サン＝ピエール港は、マンガン諸島国立公園保護区との往来が可能である。町はまた、ズワイガニ、ムール貝、ホタテ、ロブスター漁でも知られている。町には、セティル以東最大の病院がある。
2009年5月から、カナダ最大の建設事業であるラ・ロメーヌ水力発電所の建設がアーヴル＝サン＝ピエールの北東で始まった。ラ・ロメーヌ水力発電所は、65億ドルの費用がかけられた、4つのダムの集合体である。10年間の事業の大きな利点に加えて、この複合施設は数十もの直接的・間接的雇用を生み出すと期待されている。

## 言語
2011年時点、人口3418人のうち99.2%がフランス語を母国語とし、0.3％が英語を母国語とし、アルゴンキン語派のインヌ語（fr:Innu-aimun）を母語とする者は0.5%だった。

## 気候
| Havre-Saint-Pierreの気候 | Havre-Saint-Pierreの気候 | Havre-Saint-Pierreの気候 | Havre-Saint-Pierreの気候 | Havre-Saint-Pierreの気候 | Havre-Saint-Pierreの気候 | Havre-Saint-Pierreの気候 | Havre-Saint-Pierreの気候 | Havre-Saint-Pierreの気候 | Havre-Saint-Pierreの気候 | Havre-Saint-Pierreの気候 | Havre-Saint-Pierreの気候 | Havre-Saint-Pierreの気候 | Havre-Saint-Pierreの気候 |
| 月                       | 1月                      | 2月                      | 3月                      | 4月                      | 5月                      | 6月                      | 7月                      | 8月                      | 9月                      | 10月                     | 11月                     | 12月                     | 年                       |
| ------------------------ | ------------------------ | ------------------------ | ------------------------ | ------------------------ | ------------------------ | ------------------------ | ------------------------ | ------------------------ | ------------------------ | ------------------------ | ------------------------ | ------------------------ | ------------------------ |
| 平均最高気温 °C （°F）   | −9.9 (14.2)              | −8.3 (17.1)              | −2.4 (27.7)              | 3.9 (39)                 | 10.8 (51.4)              | 16.0 (60.8)              | 19.6 (67.3)              | 19.2 (66.6)              | 14.0 (57.2)              | 7.5 (45.5)               | 0.7 (33.3)               | −6.4 (20.5)              | 5.4 (41.7)               |
| 日平均気温 °C （°F）     | −15.5 (4.1)              | −14.2 (6.4)              | −8.0 (17.6)              | −0.3 (31.5)              | 5.9 (42.6)               | 11.0 (51.8)              | 14.6 (58.3)              | 14.4 (57.9)              | 9.5 (49.1)               | 3.6 (38.5)               | −3.3 (26.1)              | −11.4 (11.5)             | 0.5 (32.9)               |
| 平均最低気温 °C （°F）   | −21.1 (−6)               | −20.1 (−4.2)             | −13.6 (7.5)              | −4.5 (23.9)              | 0.9 (33.6)               | 5.9 (42.6)               | 9.5 (49.1)               | 9.5 (49.1)               | 4.9 (40.8)               | −0.3 (31.5)              | −7.2 (19)                | −16.4 (2.5)              | −4.4 (24.1)              |
| 降水量 mm （inch）       | 77.4 (3.047)             | 46 (1.81)                | 60.5 (2.382)             | 63.7 (2.508)             | 87 (3.43)                | 105.7 (4.161)            | 99.9 (3.933)             | 108.6 (4.276)            | 96.6 (3.803)             | 118.6 (4.669)            | 99.4 (3.913)             | 94.7 (3.728)             | 1,058 (41.65)            |
| 出典：Weatherbase        |                          |                          |                          |                          |                          |                          |                          |                          |                          |                          |                          |                          |                          |

## 参照
1. ↑  Lepage, André (1996). "Le peuplement maritime". In Pierre Frenette (ed.). Histoire de la Côte-Nord. Les régions du Québec. Sainte-Foy, QC: Institut québécois de recherche sur la culture. p. 241. ISBN 2-89224-266-5。
2. ↑  Quotidien La presse, Montréal, 14 mai 2009, p. A-1 et autres
3. ↑  "2011年動勢". 2011年カナダ国勢調査. カナダ統計局. 5 July 2013. 2014年2月16日閲覧。
4. ↑  "2006年動勢". 2006年カナダ国勢調査. カナダ統計局. 30 March 2011. 2014年2月16日閲覧。
5. ↑  "2001年動勢". 2001年カナダ国勢調査. カナダ統計局. 17 February 2012. 2014年2月16日閲覧。
6. ↑  Statistics Canada: 1996, 2001, 2006, 2011 census
7. ↑  Population selon la langue parlée le plus souvent à la maison. Recensement de 2011 dans les municipalités et la MRC de la Côte-Nord.
8. ↑  http://www.weatherbase.com/weather/weather.php3?s=718102&cityname=Havre-St-Pierre-Quebec